# Nuoto ai Giochi della XIV Olimpiade - 200 metri rana maschili
La competizione 200 metri rana maschili di nuoto dei Giochi della XIV Olimpiade si è svolta nei giorni dal 5 al 7 agosto 1948 alla Empire Pool a Londra.

## Risultati

### Batterie
Si sono disputate il 5 agosto. I primi due di ogni serie e i sei migliori esclusi in semifinale.
| Pos. | Atleta            | Nazione       | Tempo  |
| ---- | ----------------- | ------------- | ------ |
| 1    | Bob Sohl          | Stati Uniti   | 2'44"9 |
| 2    | Artem Nakache     | Francia       | 2'50"4 |
| 3    | Apolonio Castillo | Messico       | 2'50"7 |
| 4    | René Amabuyok     | Filippine     | 2'52"6 |
| 5    | John Service      | Gran Bretagna | 3'00"4 |

| Pos. | Atleta            | Nazione       | Tempo  |
| ---- | ----------------- | ------------- | ------ |
| 1    | Joseph Verdeur    | Stati Uniti   | 2'40"0 |
| 2    | Bob Herbert Bonte | Paesi Bassi   | 2'48"7 |
| 3    | Carlos Espejo     | Argentina     | 2'55"0 |
| 4    | Sigurður Jónsson  | Islanda       | 2'56"4 |
| 5    | Hans Widmer       | Svizzera      | 2'56"7 |
| 6    | Goldup Davies     | Gran Bretagna | 2'56"6 |
| 7    | Peter Salmon      | Canada        | 3'01"5 |

| Pos. | Atleta              | Nazione       | Tempo  |
| ---- | ------------------- | ------------- | ------ |
| 1    | Willy Otto Jordan   | Brasile       | 2'46"4 |
| 2    | Sándor Németh       | Ungheria      | 2'48"2 |
| 3    | Royston Romain      | Gran Bretagna | 2'49"4 |
| 4    | Werner Kunz         | Svizzera      | 2'57"6 |
| 5    | César Benetti       | Argentina     | 3'00"6 |
| 6    | Atli Steinarsson    | Islanda       | 3'02"3 |
| 7    | Des Cohen           | Sudafrica     | 3'03"3 |
| 8    | Iftikhar Ahmed Shah | Pakistan      | 3'28"1 |

| Pos. | Atleta            | Nazione     | Tempo  |
| ---- | ----------------- | ----------- | ------ |
| 1    | Keith Carter      | Stati Uniti | 2'46"3 |
| 2    | John Davies       | Australia   | 2'48"3 |
| 3    | Walter Pavlicek   | Austria     | 2'50"6 |
| 4    | Nicolas Wildhaber | Svizzera    | 2'59"2 |

| Pos. | Atleta               | Nazione        | Tempo  |
| ---- | -------------------- | -------------- | ------ |
| 1    | Ahmed Kandil         | Egitto         | 2'45"5 |
| 2    | Tone Cerer           | Jugoslavia     | 2'46"3 |
| 3    | Maurice Lusien       | Francia        | 2'49"5 |
| 4    | Sigurður Th. Jónsson | Islanda        | 2'50"6 |
| 5    | Jiří Linhart         | Cecoslovacchia | 2'53"8 |
| 6    | Jacinto Cayco        | Filippine      | 2'54"0 |
| 7    | Kevin Hallett        | Australia      | 3'02"0 |
| 8    | Prafulla Mullick     | India          | 3'14"9 |

### Semifinali
Si sono disputate il 6 agosto. I primi tre di ogni serie e i due migliori esclusi in finale.
| Pos. | Atleta               | Nazione       | Tempo  |
| ---- | -------------------- | ------------- | ------ |
| 1    | Ahmed Kandil         | Egitto        | 2'43"7 |
| 2    | Willy Otto Jordan    | Brasile       | 2'43"9 |
| 3    | Bob Sohl             | Stati Uniti   | 2'44"4 |
| 4    | John Davies          | Australia     | 2'44"8 |
| 5    | Royston Romain       | Gran Bretagna | 2'49"6 |
| 6    | René Amabuyok        | Filippine     | 2'51"8 |
| 7    | Sigurður Th. Jónsson | Islanda       | 2'52"4 |
| 8    | Artem Nakache        | Francia       | 2'59"1 |

| Pos. | Atleta            | Nazione     | Tempo  |
| ---- | ----------------- | ----------- | ------ |
| 1    | Joseph Verdeur    | Stati Uniti | 2'40"7 |
| 2    | Keith Carter      | Stati Uniti | 2'43"0 |
| 3    | Bob Herbert Bonte | Paesi Bassi | 2'47"0 |
| 4    | Tone Cerer        | Jugoslavia  | 2'47"3 |
| 5    | Sándor Németh     | Ungheria    | 2'48"1 |
| 6    | Walter Pavlicek   | Austria     | 2'50"1 |
| 7    | Maurice Lusien    | Francia     | 2'51"4 |
| 8    | Apolonio Castillo | Messico     | 2'53"5 |

### Finale
Si è disputata il 7 agosto. 
| Pos.    | Atleta            | Nazione     | Tempo  |
| ------- | ----------------- | ----------- | ------ |
| Oro     | Joseph Verdeur    | Stati Uniti | 2'39"3 |
| Argento | Keith Carter      | Stati Uniti | 2'40"2 |
| Bronzo  | Bob Sohl          | Stati Uniti | 2'43"9 |
| 4       | John Davies       | Australia   | 2'43"7 |
| 5       | Tone Cerer        | Jugoslavia  | 2'46"1 |
| 6       | Willy Otto Jordan | Brasile     | 2'46"4 |
| 7       | Ahmed Kandil      | Egitto      | 2'47"5 |
| 8       | Bob Herbert Bonte | Paesi Bassi | 2'47"6 |